# Elfstedenronde 2022
L'Elfstedenronde 2022, trentanovesima edizione della corsa e valida come prova dell'UCI Europe Tour 2022 categoria 1.1, si è svolta il 12 giugno 2022 su un percorso di 192,3 km, con partenza e arrivo a Bruges, in Belgio. La vittoria è andata all'olandese Fabio Jakobsen, il quale ha completato il percorso in 4h18'46", alla media di 44,588 km/h, precedendo l'australiano Caleb Ewan e il belga Tim Merlier.
Sul traguardo di Bruges 110 ciclisti, dei 136 partenti, hanno portato a termine la competizione.

## Squadre e corridori partecipanti
| N.      | Cod. | Squadra                     |
| ------- | ---- | --------------------------- |
| 1-7     | AFC  | Alpecin-Fenix               |
| 11-16   | QST  | Quick-Step Alpha Vinyl Team |
| 21-27   | LTS  | Lotto Soudal                |
| 31-37   | IWG  | Intermarché-Wanty-Gobert    |
| 41-47   | COF  | Cofidis                     |
| 51-57   | IPT  | Israel-Premier Tech         |
| 61-66   | UAD  | UAE Team Emirates           |
| 71-77   | SVB  | Sport Vlaanderen-Baloise    |
| 81-87   | BWB  | Bingoal Pauwels Sauces WB   |
| 91-97   | BBK  | B&B Hotels-KTM              |
| 101-106 | ARK  | Team Arkéa-Samsic           |

| N.      | Cod. | Squadra                           |
| ------- | ---- | --------------------------------- |
| 111-117 | UXT  | Uno-X Pro Cycling Team            |
| 121-127 | BTL  | Baloise-Trek Lions                |
| 131-137 | MCT  | Minerva Cycling                   |
| 141-146 | TIS  | Tarteletto-Isorex                 |
| 151-157 | GDM  | Geofco-Doltcini Materiel Velo.com |
| 161-167 | EHS  | Elevate p/b Home Solution Soenens |
| 171-177 | RDW  | WiV SunGod                        |
| 181-187 | XSU  | XSpeed United Continental         |
| 191-197 | ACA  | ARA Pro Racing Sunshine Coast     |
| 201-206 | BEX  | Team BikeExchange-Jayco           |

## Ordine d'arrivo (Top 10)
| Pos. | Corridore             | Squadra    | Tempo    |
| ---- | --------------------- | ---------- | -------- |
| 1    | Fabio Jakobsen        | Quick-Step | 4h18'46" |
| 2    | Caleb Ewan            | Lotto      | s.t.     |
| 3    | Tim Merlier           | Alpecin    | s.t.     |
| 4    | Sasha Weemaes         | Sport Vl.  | s.t.     |
| 5    | Rudy Barbier          | Israel     | s.t.     |
| 6    | Giacomo Nizzolo       | Israel     | s.t.     |
| 7    | Stanisław Aniołkowski | Bingoal    | s.t.     |
| 8    | Matthew Bostock       | WiV        | s.t.     |
| 9    | Erlend Blikra         | Uno-X      | s.t.     |
| 10   | Christophe Noppe      | Arkéa      | s.t.     |